# Магдалена Сибила фон Шлезвиг-Холщайн-Готорп
Магдалена Сибила фон Шлезвиг-Холщайн-Готорп (на немски: Magdalena Sibylla von Schleswig-Holstein-Gottorf; Magdalena Sybille, Magdalene Sybille; * 14 ноември 1631, дворец Готорп; † 22 септември 1719, Гюстров) е принцеса от Шлезвиг-Холщайн-Готорп и чрез женитба херцогиня на Мекленбург-Гюстров (1654 – 1695).

## Живот
Дъщеря е на херцог Фридрих III фон Шлезвиг-Холщайн-Готорп (1597 – 1659) и съпругата му херцогиня Мария Елизабет Саксонска (1610 – 1684), дъщеря на курфюрст Йохан Георг I от Саксония и втората му съпруга Магдалена Сибила от Прусия. Роднина е на руската императрица Екатерина II.
Магдалена Сибила се омъжва на 28 ноември 1654 г. в дворец Готорп за херцог Густав Адолф фон Мекленбург (1633 – 1695). Раждат им се 11 деца, но нямат жив мъжки наследник.
След смъртта на нейния съпруг Магдалена Сибила остава още 26 години херцогиня-вдовица и има малък двор в Гюстров.

## Деца
Магдалена Сибила и Густав Адолф имат децата:
- Йоханес Албрехт (1655 – 1660)
- Елеанора (1657 – 1672)
- Мария (1659 – 1701), омъжена септември 1684 г. за херцог Адолф Фридрих II фон Мекленбург-Щрелиц (1658 – 1708)
- Магдалена (1660 – 1702)
- София (1662 – 1738), омъжена на 6 декември 1700 г. за херцог Кристиан Улрих I фон Вюртемберг-Оелс (1652 – 1704)
- Кристина (1663 – 1749), омъжена на 14 май 1683 г. за граф Лудвиг Христиан фон Щолберг-Гедерн (1652 – 1710)
- Карл фон Мекленбург-Гюстров (1664 – 1688), наследствен принц, женен на 20 август 1687 г. за Мария Амалия фон Бранденбург-Швет (1670 – 1739)
- Хедвиг (1666 – 1735), омъжена на 1 декември 1686 г. за херцог Август фон Саксоноя-Мерзебург-Цьорбиг (1655 – 1715)
- Луиза (1667 – 1721), омъжена на 15 декември 1695 г. за Фридрих IV, крал на Дания и Норвегия (1671 – 1730)
- Елизабет (1668 – 1738), омъжена на 29 март 1692 г. за херцог Хайнрих фон Саксония-Мерзебург (1661 – 1738)
- Августа (1674 – 1756)